# Jazīreh-ye Shādī
Jazīreh-ye Shādī (persiska: جزیره شادی) är en ö i Iran.   Den ligger i provinsen Khuzestan, i den centrala delen av landet, 600 km sydväst om huvudstaden Teheran.